# Ordos International Circuit
Der Ordos International Circuit (chinesisch: 鄂尔多斯国际赛车场) ist eine Motorsport-Rennstrecke in Ordos, Innere Mongolei, Volksrepublik China. Die Strecke liegt etwa 7 km östlich des Stadtzentrums von Ordos.

## Geschichte

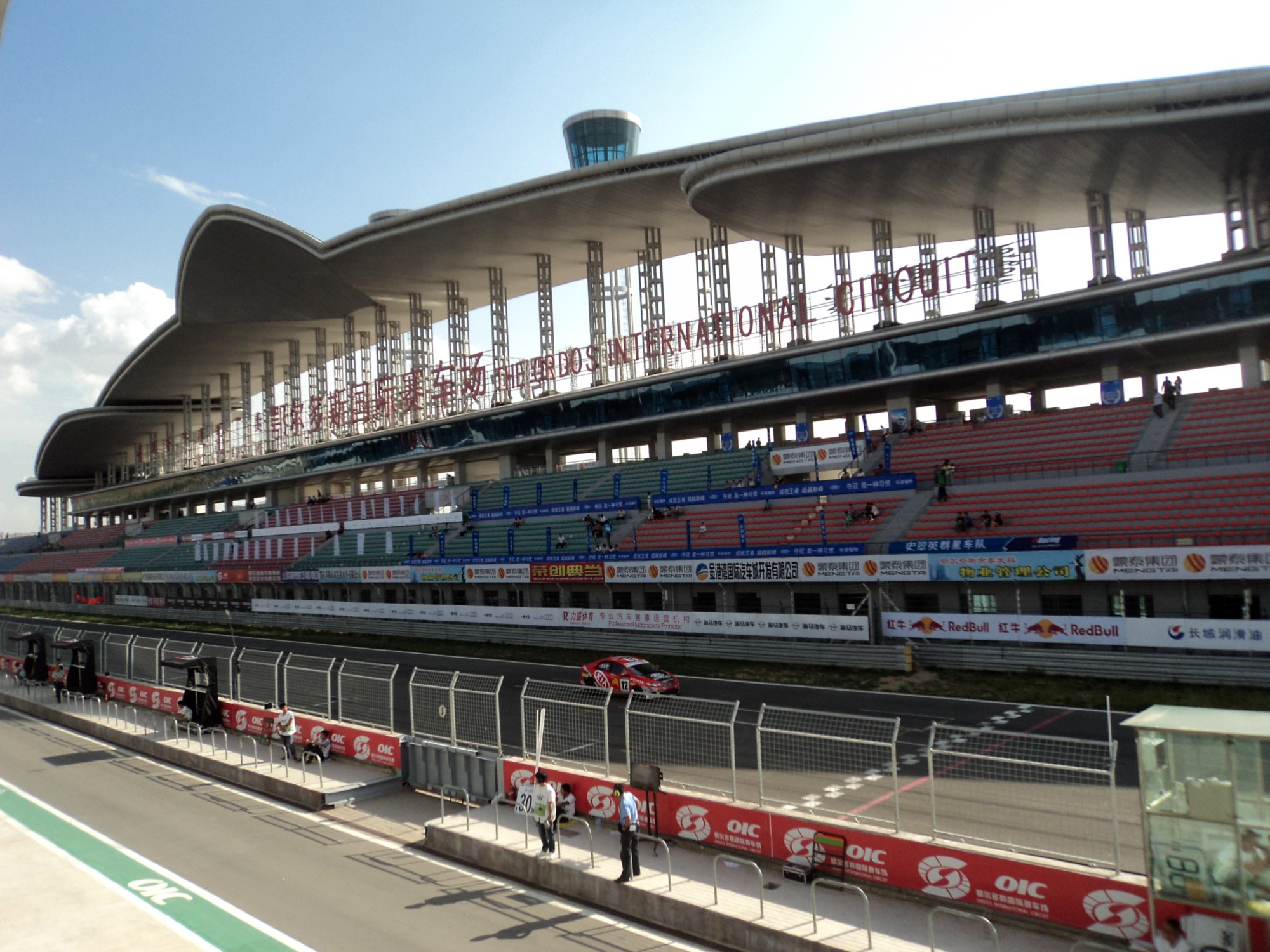
Ordos International Circuit – Haupttribüne

Die Rennstrecke wurde 2010 eröffnet und eigenständig von Chinesen entworfen und gebaut. 
2015 wurde die Anlage durch eine in der Nähe gelegene Kartbahn erweitert. Ferner gibt es einige Motocross-Strecken und Übungsanlagen im Umfeld der Strecke.
Wie auch die Stadt Ordos ist die Anlage im Prinzip für den regionalen Motorsport-Bedarf überdimensioniert und daher wenig ausgelastet.

## Streckenbeschreibung
Der Kurs weist lediglich eine Streckenvariante auf. Diese umfasst 18 Kurven auf 3,751 km Länge mit Höhenunterschieden von über 30 Metern. Die Strecke ist aktuell nach FIA-Grad II homologiert. Beim Blick aus der Luft soll die Streckenführung an ein galoppierendes Pferd erinnern, eine Anspielung an die Geschichte der Mongolei.
Das Dach der 10160 Sitzplätze umfassenden Haupttribüne gegenüber der Boxengasse ist in Form eines Adlers mit ausgebreiteten Fügeln gestaltet. 

## Veranstaltungen

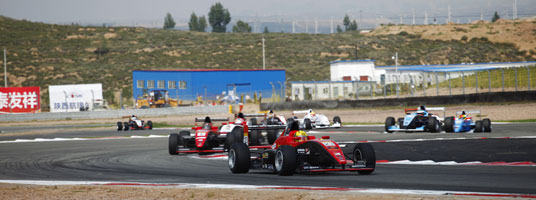
Formula Pilota-Rennen auf dem O.I.C.

Als erste internationale Rennserie trug die Superleague Formula am 3. Oktober 2010 ein Rennen in Ordos aus. Außerdem fanden Rennen der chinesischen Tourenwagen-Meisterschaft und des chinesischen Scirocco Cups statt. Von 2011 bis 2013 gastierten zudem die Formula Pilota und deren Nachfolgeserie des chinesischen Formula Masters auf der Strecke. 
2011 startete als bislang höchstrangige Internationale Serie die FIA-GT1-Meisterschaft auf der Strecke.
Weitere Fixpunkte im Kalender waren die Chinesische Tourenwagen-Meisterschaft sowie der Asiatische Porsche Carrera Cup. Eine zeitweise lokal auf der Strecke beheimatete Tourenwagenserie war der Genghis Khan Cup.
Aktuell startet die China Endurance Series als höchste nationale Serie auf dem Kurs. 